# Pagão (futebolista)
Paulo César Araújo, mais conhecido como Pagão (Santos, 27 de outubro de 1934 — 4 de abril de 1991), foi um futebolista brasileiro.
O apelido surgiu pelo fato de seu pai não tê-lo batizado nos primeiros anos de vida, como tradicionalmente ocorre no catolicismo, e sim quando o garoto jogava peladas com os garotos no bairro de Vila Mathias, onde residia em Santos.

## Biografia

### Carreira
Filho de Benedicto Luiz de Araújo e Perpétua Rodrigues, começou jogando em times amadores da cidade. Primeiro na AA Americana, clube fundado em 1914 por dissidentes do Santos FC, e, aos dezesseis anos, em 1951, passou para o CA Lanus. O primeiro técnico no profissional foi Arnaldo de Oliveira, o velho "papa" da equipe do Jabaquara, mas, insatisfeito com seu baixo rendimento, passou a treinar na Portuguesa Santista, levado por seu tio Osvaldo Rodrigues, o Vadico.
Um ano depois, em 1955, já estava no Santos. Com vinte anos, fez sua primeira partida no Santos na Vila Belmiro, em jogo do Campeonato Paulista, no dia 20 de novembro de 1955, uma vitória por 5 a 0 diante do Guarani. Pagão conquistou a vaga de titular na campanha do bicampeonato paulista, em 1956, quando foi o artilheiro santista da temporada, com 38 gols. Ele, Pelé e Pepe formaram um trio que os torcedores consagraram como “PPP”.
Em 26 de maio de 1957, marcou o gol de número 4 000 da história do Santos, no empate com o Fluminense por 2 a 2, no Pacaembu, pelo Torneio Rio-São Paulo.
A partida de despedida pelo Alvinegro Praiano foi no dia 15 de junho de 1963, em gramados europeus, numa das excursões do time santista. O time venceu a equipe da Roma pelo placar de 4 a 3, com dois gols de Coutinho e dois de Pelé. Marcou 176 gols em 345 jogos pelo clube santista, entre os anos de 1955 e 1963.
Ainda em 1963, transferiu-se para o São Paulo, por quinze milhões de cruzeiros. Pagão era um dos atacantes do São Paulo na tarde de 14 de agosto de 1963, no Pacaembu, quando o Tricolor goleou o Santos por 4 a 1, com o Peixe abandonando o campo no segundo tempo porque perdia de quatro e atuava só com nove jogadores depois que Armando Marques expulsou Pelé e Coutinho, ainda na primeira etapa.
Em meados de 1965, Pagão tentou voltar ao Santos, mas, sem condições físicas ideais, apenas participou de alguns treinamentos e não jogou mais nenhuma partida pelo seu clube de coração.
Em 1967, ainda voltou à Portuguesa Santista, para encerrar a carreira.

### Estilo e contusões
Sofreu muitas contusões ao longo da carreira, o que fez com que perdesse lugar para Coutinho, então um novo centroavante que viria a fazer parceria com Pelé, e recebesse por parte de alguns torcedores o apelido de "canela de vidro".
Sobre o seu estilo de jogo, o radialista Walter Dias registrou: "Classe como a dele, leveza e graciosidade como a dele, nem Pelé. O Rei possui mil qualidades, que Pagão não as tem, mas, em matéria de futebol ritmo, de futebol enredo, de futebol arte, nisso, nesses detalhes, o Rei teria de fazer uma porção de continências ao gênio criador de Paulo César de Araújo. Se houvesse uma Academia de Futebol, a cadeira de 'Estilo' teria de ser regida por Pagão."
Segundo Pelé em entrevista em 1993: "Eu poderia comparar com os mais jovens, o Pagão é o Palinha de hoje, só que o Pagão pegou o Coutinho, Pelé, Doval, Pepe, Zito do lado, que era um excelente jogador, então o Pagão tinha mais apoio. Mas é o tipo do Palinha: metia bem bola, muito inteligente para jogar, muito rápido, mas não era um jogador de choque. Por isso, acredito que o Coutinho se sobressaiu mais que o Pagão quando passaram a jogar. Porque quando jogava eu e o Pagão, eu jogava na frente e o Pagão fazia a ligação. Quando jogava o Coutinho, o Coutinho jogava na frente e eu fazia a ligação, porque o Pagão não era jogador de choque". 

### Morte e homenagens
Em 1985, o escritor, cantor e compositor Chico Buarque de Holanda organizou uma partida do seu time de artistas, o Politheama, contra os veteranos do Santos, no Estádio Ulrico Mursa, e pôde realizar o sonho de jogar ao lado de seu ídolo.
Paulo César ficou internado na UTI da Santa Casa de Santos durante quinze dias. Veio a morrer em uma quinta-feira, 4 de abril de 1991, por “falência múltipla de órgãos”. Tinha 56 anos. Foi velado no Salão Nobre da Santa Casa. O enterro ocorreu no Cemitério da Filosofia, no bairro do Saboó.
Pagão era casado com Irene Ogea de Araújo e com ela teve os filhos Paulo César e Luiz Antônio.
Em 2004, em homenagem ao craque que vestiu a camisa dos três times tradicionais da cidade, a Prefeitura de Santos batizou com o seu nome, o estádio municipal inaugurado no bairro Santa Maria, na zona noroeste de Santos.

## Títulos
Santos
- Taça Intercontinental: 1962
- Taça Libertadores da América: 1962
- Campeonato Brasileiro: 1961 e 1962
- Torneio Rio–São Paulo: 1959
- Campeonato Paulista: 1955, 1956, 1958, 1960, 1961 e 1962

## Recordes
- Nono maior artilheiro da história do Santos Futebol Clube (176 gols)
- Sétimo maior artilheiro do Santos no Torneio Rio–São Paulo (13 gols)